# Сераперо I (Рагуза)
Сераперо I је насеље у Италији у округу Рагуза, региону Сицилија.
Према процени из 2011. у насељу је живело 55 становника. Насеље се налази на надморској висини од 457 м.